# Timothy Grubb
Tim Grubb, född den 30 maj 1954 i Grantham i Storbritannien, död den 11 maj 2010 i Paris, Illinois i USA, var en brittisk ryttare.
Han tog OS-silver i lagtävlingen i hoppning i samband med de olympiska ridsporttävlingarna 1984 i Los Angeles.